# Biagio Conte
Biagio Conte (7 april 1968) was een Italiaanse wielrenner van 1996 t/m 2003. Conte was het succesvolst in de kleine Italiaanse koersen en was buiten die wedstrijden een gewone waterdrager. Zijn grootste zege was een rit in de Tirreno-Adriatico.

## Overwinningen
1991
Trofeo Zsšdi
1993
Trofeo Zsšdi
1995
Trofeo Città di Castelfidardo
Ronde van Belvedere
1996
1e en 14e etappe Ronde van Spanje
1997
Ronde van Syracuse
Grote Prijs van de Etruskische Kust
Giro dell'Etna
2000
15e etappe Ronde van Italië
2001
1e etappe Tirreno - Adriatico
2e deel A en 5e etappe Regio Tour

## Resultaten in voornaamste wedstrijden
| Jaar | Ronde van Italië | Ronde van Frankrijk | Ronde van Spanje |
| ---- | ---------------- | ------------------- | ---------------- |
| 1996 |                  |                     | opgave (2)       |
| 1997 |                  |                     | 118e             |
| 1998 | opgave           |                     |                  |
| 1999 | 87e              |                     |                  |
| 2000 | 78e (1)          |                     | 122e             |
| 2001 | 127e             |                     | opgave           |
| 2002 | 101e             |                     |                  |
| 2003 | opgave           |                     |                  |

| Jaar | Milaan-San Remo | Gent-Wevelgem | Ronde van Vlaanderen | Parijs-Roubaix | Amstel Gold Race | Rund um den Henninger-Turm | Parijs-Tours |  | Wereldranglijsten |
| ---- | --------------- | ------------- | -------------------- | -------------- | ---------------- | -------------------------- | ------------ |  | ----------------- |
| 1996 | 34e             |               |                      |                |                  |                            |              |  |                   |
| 1997 | ↑               | 58e           |                      |                |                  |                            | 7e           |  | 15e (UWB)         |
| 1998 | 78e             | 100e          |                      | 16e            |                  | 5e                         | 34e          |  |                   |
| 1999 | 27e             |               |                      |                |                  |                            |              |  |                   |
| 2000 |                 |               |                      |                | 19e              |                            | 51e          |  |                   |
| 2001 | 4e              | 12e           | 63e                  |                |                  |                            |              |  |                   |
| 2002 |                 |               |                      |                |                  |                            |              |  |                   |
| 2003 |                 |               |                      |                |                  |                            |              |  |                   |